# Presbiterianismo no Ceará
O Presbiterianismo é a terceira maior família denominacional protestante histórica no Ceará (atrás apenas dos batistas e adventistas), correspondendo a 0,21% da população da unidade federativa.

## História
O Presbiterianismo chegou ao Ceará em 1875, com a chegada do missionário John Rockwel Smith a Fortaleza. A partir de 1881, João Mendes Pereira Guerra deu continuidade a obra missionária na Estado.  No ano seguinte, 1882, o missionário americano De Lacy Wardlaw chegou a cidade.
Em 1883 ocorreram os primeiros batismos e fundação da primeira igreja presbiteriana do Estado, a Igreja Presbiteriana de Fortaleza. Foi assim, a primeira igreja protestante fundada no Estado.
A partir do trabalho de vários pastores, o Presbiterianismo se espalhou por outras cidades. Desta-se o trabaho do Rev. Natanael Cortez, que atuou no campo educacional, fundou instituções de ensino, obras beneficentes, entre as fundações de igrejas.

## Igreja Presbiteriana do Brasil

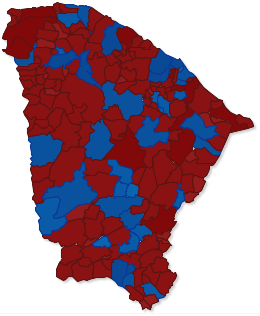
Municipios com igrejas federadas a Igreja Presbiteriana do Brasil no Ceará

A Igreja Presbiteriana do Brasil é a maior denominação presbiteriana no Ceará. É constituida no Estado pelo Sínodo Ceará, Sínodo Nordeste e Sínodo Interior do Ceará, que juntos possuem 10 presbitérios e aproximadamente 85 igrejas e congregações federadas em todo o Estado.
No Estado a Junta de Missões Nacionais da IPB trabalha em Tianguá, Horizonte e Juazeiro do Norte.

## Igreja Presbiteriana Independente do Brasil
A Igreja Presbiteriana Independente do Brasil  é presente no Estado, com 2 presbitérios e aproximadament 12 igrejas e congregações.

## Outras denominações presbiterianas
A Igreja Presbiteriana Conservadora do Brasil, Igreja Presbiteriana Fundamentalista do Brasil e Igreja Presbiteriana Unida do Brasil não possuem igrejas ou congregações federadas no Estado. 